# CarPlay
CarPlay（原名，即车载系统）是苹果公司推出的一种产业标准，主要为令其iOS设备能够与诸多制造商之嵌入式汽车系统共生而设计。其概念在2013年6月10日的苹果公司全球软件开发者年会（WWDC）之开幕式主题演讲中首度公之于众。

## 功能
CarPlay旨在令用户通过汽车制造商之原生车载系统来使用、操控iOS设备并发挥其功能。该产品的首个版本计划于2014年发布，最早会出现在一些制造商的汽车展览上。
目前，CarPlay能够与iOS设备整合的几项功能有：
- Siri Eyes Free模式：无须双眼注视与手指触摸即可控制；

- 卫星导航（Satnav）；

- 通话指令与控制；

- 音乐控制；

- iMessage的控制与回复。

同時，第三方應用程式也將會支援。但開發人員需要經過蘋果公司的許可才能在CarPlay上使用。分別是：
- 音频：主要提供音乐或播客等音频内容。例如亚马逊音乐、iHeartRadio、JOOX、QQ音乐、网易云音乐、Spotify、Stitcher、TuneIn、喜马拉雅FM、YouTube Music。

- 导航：用于搜索兴趣点以及导航到目的地。例如高德地图、百度地图、谷歌地图、Waze。

- 即时通讯：用于发送短信、语音通话等功能。例如LINE、Telegram、WhatsApp、微信、Zoom。

- 饮食订购与停车服务应用程序。

## 汽车制造商、系統供應商
在2013年WWDC的主题演讲上，苹果公司互联网软件与服务高级副总裁埃迪·克尤（Eddy Cue）宣布：部分汽车制造商自2014年起将着手参与的功能实施。 诸如宝马等起初宣称不会加入的制造商随后改变态度，表示有可能跟进这一产业标准并将其引入它们的汽车之中。 系統開發供應商主要有ALPINE、KENWOOD、Pioneer、SONY...等廠商。
截至目前，與兼容的制造商与品牌如下：
- 宝马[6]
- 法拉利[1]
- 福特[7][1]
- 福斯集團
- 通用
  - 雪佛兰[1]
  - 欧宝[1]
  - 沃克斯豪尔[1]
- 本田[1]
  - 讴歌
- 现代[1]
  - 起亚[1]
- 捷豹路虎[6]
  - 捷豹[1]
  - 路虎[6]
- 戴姆勒
  - 梅赛德斯-奔驰[1]
- 三菱[6]
- 日产[1]
  - 英菲尼迪[1]
- 标致雪铁龙[6]
  - 标致[6]
  - 雪铁龙[6]
- 斯巴鲁[6]
- 铃木[6]
- 丰田[1][8]
- 沃尔沃[1]
- 馬自達

## 部分早期实施内容
- 2013年11月，本田与讴歌方面表示Siri Eyes Free操控模式在美国已作为本田雅阁2013-14款以及讴歌2013款RDX与ILX车型的经销商安装配件被添加，且日后将会出现更深层次的整合。[9]
- 2013年12月，本田称由其自家桌面应用能够寻找、组织、快速整合并令用户简便地使用其认可的车载第三方应用程序。该产品将主导更多针对新型HondaLink服务的整合，未来会出现在其名为“Display Audio”、基于7英寸屏幕的系统上。其服务将率先为思域2014款与飞度2015款提供并在美国和加拿大面世。[10]

## 历史
苹果最早在2013年6月10日的的WWDC上将这种iOS功能在汽车上的延伸称作“车载iOS”（iOS in the Car），不过开发过程中该项目的代码为Stark。iOS 7.1的Beta 1与2版包含了一些关于iOS不久后运行于汽车中的细节，暗示了它将很快被发布。根据2014年1月的媒体报道，车载iOS的发布由于苹果自身的企划问题而被推迟，主要是由于其管理团队“并不完全确定”在软件方面的下一步计划，而开发团队不得不为了在WWDC上的展示时间而“竭力游说”之。
2014年3月3日，苹果通过向媒体发放新闻稿以及更新官方网站的页面来宣布先前的车载iOS服务已更名为CarPlay，同时也声称有更多的制造商愿意藉此整合未来的汽车，且CarPlay能够与iPhone最新的三个版本（5S、5C与5）搭配使用。
2018年9月推出的iOS 12所內建之CarPlay開始支援第三方導航應用程式，例如Google地圖，提供導航使用者更多選擇。
隨著iOS 14的發布，CarPlay已更新為讓用戶自訂內置的背景圖片。新版本中地圖的導航功能擴展至具有提醒用戶可用停泊點的功能，例如泊車及點餐。此外，CarPlay還會考慮電動車充動站的位置，使用者現在亦可以於地圖的導航功能中尋找得到為汽車充電的位置。